# ブロンディー/女銀行強盗
『ブロンディー/女銀行強盗』（原題: The Real McCoy）は、1993年製作のアメリカ合衆国のクライム・スリラー映画。
ラッセル・マルケイ監督、キム・ベイシンガー、ヴァル・キルマーらが出演。

## あらすじ
カレン・マッコイは超一流の腕を持つ女銀行強盗だが、アトランタの大物ギャング・ジャックの裏切りによって失敗を犯し、刑務所に送れられた。時が過ぎ、仮釈放されたカレンは、投獄されて以来ずっと気がかりだった幼い息子パトリックの事を案じ、パトリックを預かった夫に連絡するが、夫は再婚しており、さらにパトリックには「母親は死んだ」と言ってあるという事を知り、ショックを受ける。
落胆しているカレンに、チンピラのJ・Tが声を掛けてくる。J・Tはカレンの華麗なる銀行強盗の経歴に憧れ、住む場所がなくて困っていた彼女に部屋を提供し、再び銀行強盗に戻るよう誘う。実はJ・Tはジャックの甥であり、カレンとジャックの過去を知らないJ・Tは、ジャックにカレンが刑務所を出所してこの町にいることを知らせる。
銀行強盗から足を洗い、まともな生活をしたいと思っていたカレンであったが、ジャックにパトリックを誘拐されてしまい、息子の命を助けるため、やむなく1800万ドルの現金強奪計画に加わる事になる。

## キャスト
| 役名                 | 俳優                   | 日本語吹き替え | 日本語吹き替え |
| 役名                 | 俳優                   | ソフト版       | テレビ東京版   |
| -------------------- | ---------------------- | -------------- | -------------- |
| カレン・マッコイ     | キム・ベイシンガー     | 田島令子       | 幸田直子       |
| J・T・バーカー       | ヴァル・キルマー       | 井上和彦       | 平田広明       |
| ジャック・シュミット | テレンス・スタンプ     |                | 睦五朗         |
| ゲイリー・バックナー | ゲイラード・サーテイン | 藤本譲         | 藤本譲         |
| パトリック           | ザック・イングリッシュ | 大谷育江       | 大谷育江       |
| ロイ・スウィーニー   | ニック・サーシー       | 田原アルノ     | 江原正士       |

- テレビ東京版 - 初放送1995年7月27日 『木曜洋画劇場』

その他吹替、速見圭、千田光男、小山武宏、宝亀克寿、秋元羊介、家中宏、山口健、伊藤和晃、磯辺万沙子、堀越真己、大黒和広